# Simon Hurt
Docteur Simon Hurt est un personnage de fiction de l'Univers DC, créé par Grant Morrison. Il apparaît pour la première fois dans Batman #673 en juin 2008.
Visuellement, Simon Hurt est basé sur un scientifique anonyme qui apparaît dans Batman #156 (juin 1963) nommé Robin Dies at Dawn. Dans cette histoire, Batman participe à une expérience de la NASA qui lui cause des hallucinations, il s'imagine que Robin est en danger constamment. Cette histoire est référencée de nombreuses fois par Grant Morrison avant l'apparition officielle du Docteur Hurt. 
Simon Hurt est le chef du Black Glove et du Club of Villain, il fut l'antagoniste principal de Batman durant toute la période dont Grant Morrison était responsable du scénario des comics Batman, Batman and Robin et The Return of Bruce Wayne.

## Biographie fictive

### Black Glove
Le psychiatre Simon Hurt fut chargé de superviser la création en secret de trois remplaçants de Batman au cas où ce dernier trouverait abruptement la mort. Seulement, quelques policiers étaient au courant de cette expérience.  Peu après, en collaboration avec le Pentagone, le docteur aide à des expériences d'isolements extrêmes. Batman est volontaire à une de ces expériences et le docteur Hurt lui donne un mot posthypnose : Zur-En-Arrh.
Plusieurs années après à la tête du Black Glove, le docteur utilise les trois remplaçants pour attaquer Batman. Le troisième réussira à arrêter le cœur de Batman pendant quatre minutes. À la suite de cette expérience et de la présence constante de Zur-En-Arrh parmi les graffitis de la ville, Batman deviendra distant et instable. À ce moment-là, le docteur Simon Hurt attaque la Batcave, il drogue Batman et le jette dans la rue. Ensuite, Bruce Wayne se promène dans la ville sans aucune mémoire de son identité, mais grâce à ces années de préparation, Batman réussit à se rétablir et contre-attaque ces ennemis. Le docteur Hurt va essayer une nouvelle fois de déstabiliser Bruce Wayne en proclamant qu'il est Thomas Wayne, son père. Toutefois, Batman ne croit pas à cette révélation et proclame que le docteur Hurt est un acteur nommé Mangrove Pierce. À la suite du combat, l'hélicoptère du docteur Hurt s'écrase avec lui à l'intérieur. 

### Batman and Robin
Six mois plus tard, le baron de la drogue mexicain El Penitente révèle qu'il est le docteur Hurt et il retourne à Gotham City pour rendre les citoyens de la ville fous en relâchant un gaz dans l'air.

## Œuvres où le personnage apparaît
- Robin Dies at Dawn
- Batman R.I.P.
- Batman and Robin
- Batman: The Return of Bruce Wayne